# Neomicromus agarwalai
Neomicromus agarwalai là một loài côn trùng trong họ Hemerobiidae thuộc bộ Neuroptera. Loài này được Ghosh miêu tả năm 1990.